# ジャスティン・ハーウィッツ
ジャスティン・ハーウィッツ（Justin Hurwitz、1985年1月22日 - ）は、アメリカ合衆国の作曲家、脚本家である。
『ラ・ラ・ランド』、『Guy and Madeline on a Park Bench』、『セッション』などデミアン・チャゼル監督映画を作曲したことで知られている。
『ラ・ラ・ランド』ではゴールデングローブ賞の作曲賞と主題歌賞（「シティ・オブ・スターズ」）を受賞した。また英国アカデミー賞作曲賞も獲得し、さらにアカデミー賞作曲賞と歌曲賞（「オーディション（ザ・フールズ・フー・ドリーム）」と「シティ・オブ・スターズ」）も受賞した。。

## 経歴
グレンデールのニコレット高等学校に通う。ハーバード大学時代にチャゼルと出会ってバンドを組み、以後映画でもコラボレーションすることとなる。

## フィルモグラフィ

### 映画
| 年   | 日本語題 原題                    | 役割 | 備考 |
| ---- | -------------------------------- | ---- | ---- |
| 2009 | Guy and Madeline on a Park Bench | 作曲 |      |
| 2014 | セッション Whiplash              | 作曲 |      |
| 2016 | ラ・ラ・ランド La La Land        | 作曲 |      |
| 2018 | ファースト・マン First Man       | 作曲 |      |
| 2022 | バビロン Babylon                 | 作曲 |      |

### テレビシリーズ
| 年        | 日本語題 原題                 | 役割 | 備考                                            |
| --------- | ----------------------------- | ---- | ----------------------------------------------- |
| 2011      | ザ・シンプソンズ The Simpsons | 脚本 | 第23シーズン第1話「The Falcon and the D'ohman」 |
| 2011-2015 | The League                    | 脚本 | 計7話担当                                       |